# Prüfstand 1

A4-Triebwerkstest auf dem Prüfstand 1

Der Prüfstand 1 (P1) war eine Anlage der Heeresversuchsanstalt Peenemünde für die Durchführung statischer Brennversuche. Der P1 bestand aus einem 15 Meter hohen Unterbau aus Beton mit einem aufgesetzten Stahlgestell. In diesen Unterbau konnten Eisenbahnwagen mit Treibstoff hineinfahren. Auch befanden sich in diesem Unterbau ein Messraum, eine Werkstatt, ein Büro und Zylinder zur Speicherung komprimierten Stickstoffs.
Der P1 war für Brennversuche von Triebwerken mit einem Schub von bis zu 1 MN ausgelegt. Er diente als Vorläufer der Serienprüfstände bei Ober-Raderach („Vorwerk-Raderach“). Am 21. April 1940 wurde auf dem Prüfstand 1 erstmals das Triebwerk der A4-Rakete erfolgreich getestet.